# LJ.Rossia.org
LJ.Rossia.org (LJR, «тифаретник») — российская служба ведения блогов, аналогичная «Живому журналу» и работающая на том же программном обеспечении. Открылась после заморозки блогов её основателя и его друзей на LiveJournal.com. Пользователи LJ.Rossia.org отмечаются такой же картинкой, как и на LiveJournal.com, но окрашенной в красный цвет вместо синего. Основателем является Михаил Вербицкий.

## ПО LJ.Rossia.org
Версия Живого журнала, используемая на LJ.Rossia.org, откололась от ветви версий LiveJournal.com и поддерживается собственными разработчиками русского проекта. В рамках этого ими был сделан ряд доработок, например, комментаторы из LiveJournal.com (которым не надо логиниться благодаря схеме OpenID) приравниваются не к анонимным (как в оригинальной версии LiveJournal), а к зарегистрированным пользователям.
Дополнительно, на LJ.Rossia.org пока ещё недоступны платные службы, а также схема потоков трансляции.

## Политика сервиса
Первоначально, во избежание путаницы, каждый пользователь LiveJournal.com имел право на аккаунт с тем же именем и, в случае конфликта имён, автоматически получал аккаунт с таким же именем. Однако в 2006 году это правило было отменено.
В LJ.Rossia.org реализована возможность автоматического гейтования сообщений в LiveJournal.com; при этом комментарии направляются в LJ.Rossia.org. Такой подход позволяет сохранить записи в случае заморозки учетной записи на LiveJournal.com.

## Санкции против Lj.rossia.org
8 февраля 2013 года сайт Lj.rossia.org включался Роскомнадзором в реестр запрещённых сайтов. Спустя, предположительно, два месяца, сайт из Реестра был исключён. В июле 2014 года по решению суда в реестр был включён URL одной из записей в блоге пользователя oranta. У провайдеров, блокирующих доступ по IP-адресу, а не по URL, под блокировку попал весь сайт lj.rossia.org.
Ресурс заблокирован в Республике Беларусь в соответствии с законодательством.
В ноябре 2021 года по техническим причинам сайт прекратил работу. Затем был восстановлен, но 3 мая 2022 года заблокирован Роскомнадзором.